# Аврамова, Анна Григорьевна
Анна Григорьевна Аврамова — советский хозяйственный, государственный и политический деятель.

## Биография
Родилась в 1934 году в селе Деревянск. Член ВКП(б).
С 1952 года — на хозяйственной, общественной и политической работе. В 1952—1989 гг. — штукатур-маляр треста «Комистрой», мастер производственного обучения в строительной школе № 8, штукатур СУ-4 треста «Комистрой», бригадир штукатуров треста «Комипромжилстрой», наставница группы молодых девушек треста «Комистрой»/«Сыктывкарстрой», бригадир Комсомольско-молодёжного коллектива им. 60-летия Коми комсомола.
Отличник социалистического соревнования. Почётный гражданин города Сыктывкар.
Избиралась депутатом Верховного Совета РСФСР 6-го созыва.